# 约克公爵

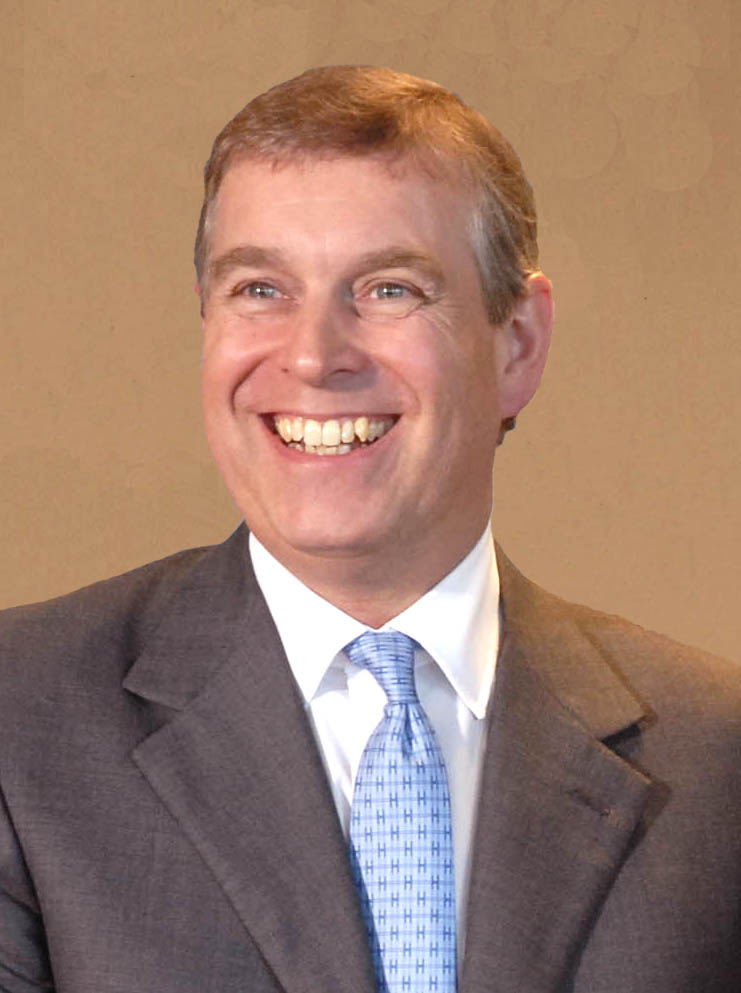
現任約克公爵安德魯王子

约克公爵（英語：Duke of York），英国的貴族爵位，通常授予英国君主次子。现任持有者為英國女王伊丽莎白二世次子、當今英國國王查爾斯三世的胞弟安德魯王子。与其它英国贵族爵位类似，本頭銜依《薩利克法》禁止女性继承。
約克公爵之名源自英格兰北部重鎮約克，其所在的約克郡在1974年行政區重劃之前是全英国最大的郡。歷史上曾經有幾位伯爵統治過此地，不過此頭銜第一次被授予則是1384年，之後又被授予過七次。除第一次冊封之外，其他约克公爵都僅有一代。
汉诺威王朝时代，此爵位曾与苏格兰爵位「奥尔巴尼公爵」合并称「约克及奥尔巴尼公爵」，该复合爵位曾被授予三次。

## 歷史

### 第一次冊封（1384年）
此衔首次被授予爱德华三世第四个儿子蘭利的埃德蒙，他也是莎士比亞的历史剧《理查二世》中的要角。他的儿子爱德华于1415年死於阿金库尔战役，爵位另由侄子理查繼承，但当其长子1461年成为國王爱德华四世後，头衔併入王位。
- 蘭利的埃德蒙（1341年-1402年）
- 諾里奇的愛德華（1373年-1415年）
- 理查·金雀花（1411年-1460年，1425年复位）
- 爱德华（1442年-1483年，1461年成为爱德华四世）

### 第二次冊封（1474年）
1474年，本頭銜再次被授予給理查，他是國王爱德华四世的第二个儿子。理查是“伦敦塔中的王子”当中的一个，未成年即失踪，头衔绝封。

### 第三次冊封（1494年）
1494年，約克公爵再度被授予給了亨利·都铎，他是國王亨利七世的次子。其兄長亚瑟·都铎於1502年死後，亨利成為王儲，並最終即位为亨利八世，头衔併入王位。

### 第四次冊封（1605年）
亨利八世死後，本頭銜空缺了近半世紀，直到斯图亚特王朝時才由國王詹姆士一世的次子查理·斯圖亞特被冊封。其兄長亨利·弗雷德里克王子於1612年去世，查理並最終繼承王位成為查理一世，頭銜再次併入王位。

### 第五次冊封（1644年）
查理一世登基後，將約克公爵的頭銜授予次子詹姆斯·斯图尔特，現今纽约州及紐約市即以其爵位命名。其兄長查理二世去世后，詹姆斯繼位為詹姆斯二世，头衔併入王位。

### 第一次冊封（约克及奥尔巴尼公爵，1716年）
英國貴族院在18世紀時將約克公爵的頭銜稱號改为「约克及奥爾巴尼公爵」（Duke of York and Albany），並由奥斯纳布吕克大主教恩斯特·奧古斯都第一次被授予，他是國王喬治一世的胞弟。由於他未有繼承人，死後頭銜自動被收回。

### 未被承認的持有者（1725年）
亨利·本篤·斯圖亞特（1725年-1807年）雖然被其父封為約克公爵、也自稱「約克樞機公爵」，但其封號僅得到詹姆斯党人的承認，而不獲汉诺威王朝的官方認可。

### 第二次冊封（约克及奥尔巴尼公爵，1760年）
奧古斯都大主教去世後，國王喬治三世於1760年將爵位授予其胞弟愛德華親王，他終身未婚，死后亦無继承人，頭銜即再次收回。

### 第三次冊封（约克及奥尔巴尼公爵，1784年）
該頭銜最後一次授封是弗雷德里克王子，他是喬治三世的次子、喬治四世的弟弟。他任英国军队总司令多年，其兄乔治四世登基后，他成为王位的推定继承人；由于比哥哥更早离世，最終未能继承王位，亦無继承人繼承其爵位。

### 第六次冊封（1892年）
汉诺威王朝後期，维多利亚女王將約克及奥爾巴尼公爵的頭銜改回「約克公爵」，並將之授予其孫子、當時的威爾斯的喬治王子（Prince George of Wales），他是時任威爾士親王愛德華王子的次子。其兄長阿爾伯特王子早逝，因此他最終繼承王位成為喬治五世，爵位也隨之併入王位。

### 第七次冊封（1920年）
溫莎王朝的乔治五世於1920年時將此頭銜授予其次子阿爾伯特王子。1936年喬治五世駕崩，其兄長爱德华八世因婚姻問題於同年退位，阿爾伯特繼位成為喬治六世，爵位也一同併入王位。

### 第八次冊封（1986年）
本頭銜最近一次授封是在1986年，由女王伊丽莎白二世授予其次子安德鲁王子，他於1986年與前妻莎拉·弗格森結婚後獲得此頭銜。然而他膝下僅有两名女儿，因此本头衔在他去世之后將会再度被收回。

## 约克公爵列表
| 姓名 | 肖像 | 出生 | 婚姻 | 成为约克公爵                                     | 成為约克公爵資格                     | 卸任约克公爵                                                   | 逝世                                                           |
| --- | ---- | --- | --- | ------------------------------------------------ | ------------------------------------ | -------------------------------------------------------------- | -------------------------------------------------------------- |
| 第一次册封 |      | | |                                                  |                                      |                                                                |                                                                |
| 兰利的埃德蒙 Edmund of Langley 金雀花王朝 剑桥伯爵（1362-1402） |      | 1341年6月5日 · 英格蘭王國赫特福德郡金斯兰利 · 爱德华三世与埃诺的菲莉帕四子                                                      | 1372年 卡斯蒂利亚的伊莎贝尔 3个子嗣 琼·霍兰德 没有子嗣 | 1385年                                           | 爱德华三世之子                       | 1402年8月1日（61歲） · 英格蘭王國赫特福德郡金斯兰利            | 1402年8月1日（61歲） · 英格蘭王國赫特福德郡金斯兰利            |
| 诺里奇的爱德华 Edward of Norwich 金雀花王朝约克支系 欧马勒公爵（1397-1399） 剑桥伯爵（1402-1414） 拉特兰伯爵（1390-1415） 科克伯爵（约1396-1415）                                                              |      | 约1373年 · 英格蘭王國諾福克郡诺里奇或 英格蘭王國赫特福德郡金斯兰利 · 兰利的埃德蒙与卡斯蒂利亚的伊莎贝尔长子                     | 菲莉帕·莫亨 没有子嗣 | 1402年8月1日 父亲逝世                            | 上一任约克公爵長子                   | 1415年10月25日（约42岁） 圣波勒伯国阿金库尔                    | 1415年10月25日（约42岁） 圣波勒伯国阿金库尔                    |
| 约克的理查 Richard of York 金雀花王朝约克支系 英格兰护国公、威尔士亲王、切斯特伯爵、康沃尔公爵（1460） 阿尔斯特伯爵（1425-1460） 马奇伯爵（1425-1460） 剑桥伯爵（1426-1460） 威格莫尔的莫蒂默男爵（1425-1460） |      | 1411年9月21日 第三代剑桥伯爵科尼斯伯勒的理查与安妮·莫蒂默次子                                                                   | 1437年 塞西莉·内维尔 12个子嗣 | 1415年10月25日 伯父逝世                          | 上一任约克公爵侄子                   | 1460年12月30日（49歲） · 英格蘭王國约克郡韦克菲尔德            | 1460年12月30日（49歲） · 英格蘭王國约克郡韦克菲尔德            |
| 爱德华·金雀花 Edward Plantagenet 约克王朝 阿尔斯特伯爵（1460-1461） 马奇伯爵（1460-1461） 剑桥伯爵（1460-1461） 威格莫尔的莫蒂默男爵（1460-1461）                                                              |      | 1442年4月28日 · 诺曼底公国鲁昂 · 第三代约克公爵约克的理查与塞西莉·内维尔三子                                                    | 1464年5月1日 伊丽莎白·伍德维尔 10个子嗣 | 1460年12月30日 父亲逝世                          | 上一任约克公爵三子                   | 1461年3月4日 即位为王                                          | 1483年4月9日（40歲） · 英格蘭王國米德尔塞克斯威斯敏斯特        |
| 约克公爵爱德华即位为王，称爱德华四世，爵位并入王位。 |      | | |                                                  |                                      |                                                                |                                                                |
| 第二次册封 |      | | |                                                  |                                      |                                                                |                                                                |
| 什鲁斯伯里的理查 Richard of Shrewsbury 约克王朝 诺福克公爵、诺福克伯爵（1477-1483） 诺丁汉伯爵（1476-1483） 瓦伦伯爵（可能获得，1477-1483）                                                                    |      | 1473年4月17日 · 英格蘭王國什罗普郡什鲁斯伯里 · 爱德华四世与伊丽莎白·伍德维尔次子                                                | 1478年1月15日 安妮·莫布雷 没有子嗣 | 1474年5月                                        | 爱德华四世次子                       | 约1483年失踪（时年约10岁） · 英格蘭王國米德尔塞克斯伦敦塔      | 约1483年失踪（时年约10岁） · 英格蘭王國米德尔塞克斯伦敦塔      |
| 约克公爵理查失踪，无子嗣，爵位废除。 |      | | |                                                  |                                      |                                                                |                                                                |
| 第三次册封 |      | | |                                                  |                                      |                                                                |                                                                |
| 亨利·都铎 Henry Tudor 都铎王朝 威尔士亲王（1504-1509） 康沃尔公爵（1502-1509） |      | 1491年6月28日 · 英格蘭王國伦敦格林尼治宫 · 亨利七世与约克的伊丽莎白次子                                                         | 1509年6月11日 阿拉贡的凯瑟琳（1533年5月23日宣布无效） 1女存活 1533年1月25日 安妮·博林（1536年5月17日处死） 1女 1536年5月30日 简·西摩（1537年10月24日妻逝） 1子 1540年1月6日 克里维斯的安妮（1540年7月9日宣布无效） 没有子嗣 1540年7月28日 凯瑟琳·霍华德（1542年2月13日处死） 没有子嗣 1543年7月12日 凯瑟琳·帕尔 没有子嗣 | 1494年                                           | 亨利七世次子                         | 1509年4月22日 即位为王                                         | 1547年1月28日（55歲） · 英格蘭王國伦敦怀特霍尔宫               |
| 约克公爵亨利即位为王，为亨利八世，爵位并入王位。 |      | | |                                                  |                                      |                                                                |                                                                |
| 第四次册封 |      | | |                                                  |                                      |                                                                |                                                                |
| 查理·斯图亚特 Charles Stuart 斯图亚特王朝 奥尔巴尼公爵（1600-1625） 威尔士亲王（1616-1625） 康沃尔公爵、罗撒西公爵（1612-1625）                                                                                |      | 1600年11月19日 · 蘇格蘭王國邓弗姆林邓弗姆林宫 · 苏格兰国王詹姆斯六世与丹麦的安娜次子                                            | 1625年6月13日 法兰西的亨利埃塔·玛丽亚 9个子嗣 | 1605年1月                                        | 詹姆斯六世及一世次子                 | 1625年3月27日 即位为王                                         | 1649年1月30日（48歲） · 英格蘭王國伦敦怀特霍尔宫               |
| 约克公爵查理即位为王，为查理一世，爵位并入王位。 |      | | |                                                  |                                      |                                                                |                                                                |
| 第五次册封 |      | | |                                                  |                                      |                                                                |                                                                |
| 詹姆斯·斯图亚特 James Stuart 斯图亚特王朝 奥尔巴尼公爵（1660-1685） 阿尔斯特伯爵（1659-1685） |      | 1633年10月14日 · 英格蘭王國伦敦圣詹姆斯宫 · 查理一世与法兰西的亨利埃塔·玛丽亚次子                                               | 1660年9月3日 安妮·海德 8个子嗣 1673年11月21日 摩德纳的玛丽 7个子嗣 | 1633年10月14日（获得头衔） 1644年1月（正式册封） | 查理一世次子                         | 1685年2月6日 即位为王                                          | 1701年9月16日（67歲） · 法蘭西王國巴黎圣日耳曼昂莱城堡         |
| 约克公爵詹姆斯即位为王，为詹姆斯二世及七世，爵位并入王位。 |      | | |                                                  |                                      |                                                                |                                                                |
| 约克及奥尔巴尼公爵第一次册封 |      | | |                                                  |                                      |                                                                |                                                                |
| 恩斯特·奥古斯特 Prince Ernest Augustus 汉诺威王朝 奥斯纳布吕克主教（1715-1728） 阿尔斯特伯爵（1716-1728） |      | 1674年9月7日 · 神聖羅馬帝國汉诺威选侯国奥斯纳布吕克 · 不伦瑞克-吕讷堡选帝侯恩斯特·奥古斯特与选侯夫人索菲幼子                    | 终身未婚 | 1716年6月29日                                    | 乔治一世幼弟                         | 1728年8月14日（53歲） · 神聖羅馬帝國汉诺威选侯国奥斯纳布吕克   | 1728年8月14日（53歲） · 神聖羅馬帝國汉诺威选侯国奥斯纳布吕克   |
| 约克及奥尔巴尼公爵恩斯特·奥古斯特去世，无子嗣，爵位废除。 |      | | |                                                  |                                      |                                                                |                                                                |
| 詹姆斯党宣称的约克公爵 |      | | |                                                  |                                      |                                                                |                                                                |
| 亨利·本笃·多默·爱德华·玛利亚·克莱孟·方济各·沙勿略·斯图亚特 Henry Benedict Thomas Edward Maria Clement Francis Xavier Stuart 斯图亚特王朝 枢机（1747-1807） 枢机团团长（1803-1807）                             |      | 1725年3月6日 · 教宗国罗马穆蒂宫 · 詹姆斯·弗朗西斯·爱德华·斯图亚特与瑪麗亞·克萊門蒂娜·索比斯基次子                               | 终身未婚 | 1725年3月6日                                     | 詹姆斯三世及八世（詹姆斯党宣称）次子 | 1788年1月30日 即位为王（詹姆斯党宣称）                         | 1807年7月13日（82歲） · 教宗国罗马弗拉斯卡蒂                   |
| 詹姆斯党人宣称亨利·本笃·斯图亚特继承王位，为英格兰、爱尔兰及苏格兰国王亨利九世，爵位并入王位，但英国官方并不承认爵位及王位继承的合法性。                                                                       |      | | |                                                  |                                      |                                                                |                                                                |
| 约克及奥尔巴尼公爵第二次册封 |      | | |                                                  |                                      |                                                                |                                                                |
| 爱德华·奥古斯都王子 Prince Edward Augustus 汉诺威王朝 阿尔斯特伯爵（1760-1767） |      | 1739年3月25日 · 大不列顛王國英格兰伦敦威斯敏斯特圣詹姆斯广场诺福克宫 · 威尔士亲王弗雷德里克与萨克森-哥达-阿尔滕堡的奥古丝塔次子 | 终身未婚 | 1760年4月1日                                     | 乔治二世之孙                         | 1767年9月17日（28歲） · 热那亚共和国摩纳哥摩纳哥城摩纳哥亲王宫 | 1767年9月17日（28歲） · 热那亚共和国摩纳哥摩纳哥城摩纳哥亲王宫 |
| 约克及奥尔巴尼公爵爱德华·奥古斯都王子去世，无子嗣，爵位废除。 |      | | |                                                  |                                      |                                                                |                                                                |
| 约克及奥尔巴尼公爵第三次册封 |      | | |                                                  |                                      |                                                                |                                                                |
| 弗雷德里克·奥古斯都王子 Prince Frederick Augustus 汉诺威王朝 阿尔斯特伯爵（1784-1827） |      | 1763年8月16日 · 大不列顛王國英格兰伦敦圣詹姆斯宫 · 乔治三世与梅克伦堡-施特雷利茨的夏洛特次子                                    | 1791年9月29日 普鲁士的弗蕾德里克·夏洛特 没有子嗣 | 1784年11月27日                                   | 乔治三世次子                         | 1827年1月5日（63歲） · 英國英格兰伦敦拉特兰府                  | 1827年1月5日（63歲） · 英國英格兰伦敦拉特兰府                  |
| 约克及奥尔巴尼公爵弗雷德里克·奥古斯都王子去世，无子嗣，爵位废除。 |      | | |                                                  |                                      |                                                                |                                                                |
| 第六次册封 |      | | |                                                  |                                      |                                                                |                                                                |
| 乔治·弗雷德里克·恩斯特·阿尔伯特王子 Prince George Frederick Ernest Albert 萨克森-科堡-哥达王朝 因弗内斯伯爵、基拉尼男爵（1892-1910） 威尔士亲王、康沃尔公爵、罗撒西公爵（1901-1910）                           |      | 1865年6月3日 · 英國英格兰伦敦威斯敏斯特马尔博罗大楼 · 威尔士亲王爱德华与丹麦的亚历山德拉次子                                    | 1893年7月6日 特克的玛丽 6个子嗣 | 1892年5月24日                                    | 维多利亚女王之孙                     | 1910年5月6日 即位为王                                          | 1936年1月20日（70歲） · 英国英格兰诺福克郡桑德林汉姆府         |
| 约克公爵乔治王子即位为王，为乔治五世，爵位并入王位。 |      | | |                                                  |                                      |                                                                |                                                                |
| 第七次册封 |      | | |                                                  |                                      |                                                                |                                                                |
| 阿尔伯特·弗雷德里克·亚瑟·乔治王子 Prince Albert Frederick Arthur George 温莎王朝 因弗内斯伯爵、基拉尼男爵（1892-1910）                                                                                         |      | 1895年12月14日 · 英国英格兰诺福克郡桑德林汉姆府约克别墅 · 约克公爵乔治王子与特克的玛丽次子                                      | 1923年4月26日 伊丽莎白·鲍斯-莱昂 2女 | 1920年6月4日                                     | 乔治五世次子                         | 1936年12月11日 即位为王                                        | 1952年2月6日（56歲） · 英国英格兰诺福克郡桑德林汉姆府          |
| 约克公爵阿尔伯特王子即位为王，为乔治六世，爵位并入王位。 |      | | |                                                  |                                      |                                                                |                                                                |
| 第八次册封 |      | | |                                                  |                                      |                                                                |                                                                |
| 安德鲁·阿尔伯特·克里斯蒂安·爱德华王子 Prince Andrew Albert Christian Edward 温莎王朝蒙巴顿-温莎分支 因弗内斯伯爵、基利莱男爵（1986-今）                                                                        |      | 1960年2月19日 · 英国英格兰伦敦郡威斯敏斯特白金汉宫 · 爱丁堡公爵菲利普亲王与伊丽莎白二世次子                                     | 1986年7月23日 莎拉·弗格森（1996年5月30日离婚） 2女 | 1986年7月23日                                    | 伊丽莎白二世次子                     | 现任                                                           | 在世                                                           |